# توماسو روميتو
توماسو روميتو (9 فبراير 1982 بباري في إيطاليا - ) هو لاعب كرة قدم إيطالي في مركز الدفاع. لعب مع نادي بيسكارا ونادي ساليرنيتانا ونادي نابولي ونادي كييتي كالسيو الرياضي وManfredonia Calcio ‏ ويو أس بركوليتزه 1932 ولانشانو كالتشيو 1920 ‏.